# Oreodera flavopunctata
Oreodera flavopunctata là một loài bọ cánh cứng trong họ Cerambycidae.